# Kołodziąż (Węgrów)
Pour les articles homonymes, voir Kołodziąż.
Kołodziąż (prononciation : [kɔˈwɔd͡ʑɔ̃ʂ]) est un village polonais situé dans la gmina de Sadowne dans le powiat de Węgrów et en voïvodie de Mazovie dans le centre-est de la Pologne.
Ce village se trouve à environ 8 kilomètres au sud-est de Sadowne, 24 kilomètres au nord de Węgrów (chef-lieu du powiat) et à 76 kilomètres au nord-est de Varsovie (capitale de la Pologne).

## Histoire
De 1975 à 1998, le village appartenait administrativement à la voïvodie de Siedlce.